# Dominique Dord
Dominique Dord (nacido el 1 de septiembre de 1959 en Chambéry, Saboya) es un político francés del Partido Republicano Francés que se desempeñó como miembro de la Asamblea Nacional de Francia entre 1997 y 2017. Representó al departamento de Saboya y también es alcalde de Aix-les-Bains desde 2001.
En las primarias presidenciales de los republicanos de 2016, Dort respaldó a François Fillon como candidato del partido para el cargo de presidente de Francia.
Dominique Dord se graduó en la Universidad Jean Moulin-Lyon III y en HEC Paris.